# Establo Araiso
El Establo Araiso (荒磯部屋, Araiso-beya) fue un establo de entrenamiento de sumo profesional. El establecimiento formó parte del ichimon Nishonoseki. Fue fundado en 1993 por el ex komusubi Futagodake del establo Futagoyama. Araiso solía ser uno de los establos más pequeños en el sumo profesional, contando con tan solo tres luchadores activos. El establo fue disuelto oficialmente tras el torneo de septiembre de 2008 debido al inminente retiro de Futagodake a los 65 años de edad. Tras el anuncio, dos de sus luchadores decidieron retirarse, y el único restante, el mongol Arawashi, fue incorporado al establo Hanakago. Futagodake trabajó en el establo Matsugane como entrenador hasta su retiro en noviembre de 2008.
Arawashi continuó su carrera como luchador hasta enero de 2020, convirtiéndose en el último luchador del establo en retirarse.

## Dueños
- 1993–2008: El décimo segundo (12°) Araiso (ex komusubi Futagodake)[2]